# Saint-Léon, Gironde
Saint-Léon är en kommun i departementet Gironde i regionen Nouvelle-Aquitaine i sydvästra Frankrike. Kommunen ligger i kantonen Créon som tillhör arrondissementet Bordeaux. År 2022 hade Saint-Léon 298 invånare.

## Befolkningsutveckling
Antalet invånare i kommunen Saint-Léon
Referens:INSEE